# 子长路
子长路是中華人民共和國上海市普陀區一條南北走向道路，北至新村路以北，南至延長西路與涇惠路相連。道路名稱來自於陝西省子長縣。馬路全長702米。子長路是1953年興建甘泉新村時的配套工程，當時僅有北段道路。1985年，道路向南延伸。
位於子长路77弄的子長小區是一個建立於1980年代的小区，1992年10月9日被評為全国文明住宅小区，1996年12月被評為上海市卫生示范小区，1998年被評為上海市文明小区。